# Râul Corlățeni
Râul Corlățeni este un curs de apă, afluent al râului Sebeș.  